# Johannes Baumann
Johannes Baumann (Herisau, 27 novembre 1874 – Herisau, 8 settembre 1953) è stato un politico, avvocato e giudice svizzero del Partito Liberale Radicale. Nel marzo 1934 venne eletto al Consiglio federale, rimanendovi fino al dicembre 1940. Nel corso del mandato guidò il Dipartimento di giustizia e polizia. Nel 1938 ricoprì la carica di Presidente della Confederazione svizzera.

## Biografia

### Studi e carriera professionale
Era figlio di Johannes Baumann, fabbricante di ricami, in seguito cassiere dell'assicurazione immobiliare cantonale e poi deputato, e di Anna Altherr. Dopo la scuola dell'obbligo a Herisau e il Freies Gymnasium a Berna, studiò diritto a Basilea, Lipsia, Zurigo e Berna, conseguendo il dottorato nel 1897. Cominciò la sua carriera professionale in uno studio di avvocatura a Zurigo nel 1898. Nel 1898 fu cancelliere del tribunale criminale e di quello distrettuale, giudice istruttore e direttore della polizia cantonale a Trogen dal 1899 al 1905. Nel 1905 sposò Hanna Bischofberger, figlia di Emil Bischofberger, fabbricante tessile, agricoltore e giudice del tribunale d'appello.
Comandante del battaglione appenzellese 83 durante la prima guerra mondiale, nel 1922 fu colonnello e poi presidente della Società appenzellese degli ufficiali.  Presidente del consiglio di amministrazione della Banca cantonale dal 1914 al 1933, fece parte dei consigli di amministrazione delle Forze motrici di San Gallo e Appenzello dal 1914 al 1929 e delle Forze motrici della Svizzera nordorientale dal 1928 al 1934, del consiglio di sorveglianza della Rentenanstalt dal 1920 al 1934 e del consiglio di banca della Banca nazionale svizzera dal 1932 al 1934. Fu inoltre presidente del consiglio di amministrazione della centrale elettrica Rupperswil-Auenstein, dell'Associazione svizzera per la diffusione della buona stampa e membro della società studentesca Zofingia.

### Attività politica
Nel 1900 iniziò il suo corso politico quale deputato al parlamento di Appenzello Esterno, che presiedette dal 1904 al 1905. Consigliere di Stato dal 1905 al 1931, diresse il Dipartimento militare e di polizia. Divenne Landamano nei periodi 1910-1913, 1916-1919, 1921-1924, e 1927-1930. Sul piano cantonale si fece promotore di un'assicurazione per la vecchiaia, di un'assicurazione contro i danni elementari e la disoccupazione, la prima del genere in Svizzera, e di una legge sull'economia. Primo presidente del partito borghese progressista di Appenzello Esterno dal 1919 al 1931, successore della sezione cantonale del Partito Liberale Radicale (PLR), fece parte del comitato del PLR svizzero.
Dal 1911 al 1934 fu deputato al Consiglio degli Stati, di cui fu presidente tra il 1920 e il 1921. Esponente della frazione radicale democratica, si distinse specialmente quale difensore del Codice penale federale e come presidente della commissione delle finanze. Consigliere federale dal 1934 al 1940 e presidente della Confederazione nel 1938, diresse il Dipartimento federale di giustizia e polizia, legando il proprio nome a un complesso di importanti disposizioni in ambito legislativo: l'introduzione del Codice penale, la revisione della legge sull'alcol, la legge sui funzionari, la revisione del Codice delle obbligazioni, la legge sulla soppressione dei debiti agrari. Nel quadro di una politica di rafforzamento dello Stato, pose le basi per la creazione della polizia federale nel 1935, nel 1936 ordinò l'interdizione della direzione dell'organizzazione estera del partito nazista e avviò il progetto di un Codice penale militare.

## Eredità politica
Benché non sia considerato uno dei Consiglieri federali più popolari di quel periodo, Baumann creò apparati giuridici importanti e si sforzò di opporre alla minaccia nazista una Svizzera unita e democratica, appoggiando perciò l'ingresso dei socialisti in Consiglio federale.  Pur dichiarandosi difensore dei diritti democratici fondamentali, in materia di polizia degli stranieri praticò una politica controversa, tollerando che venisse stampigliata la "J" sui passaporti degli ebrei tedeschi.